# Арифмометр Лейбница

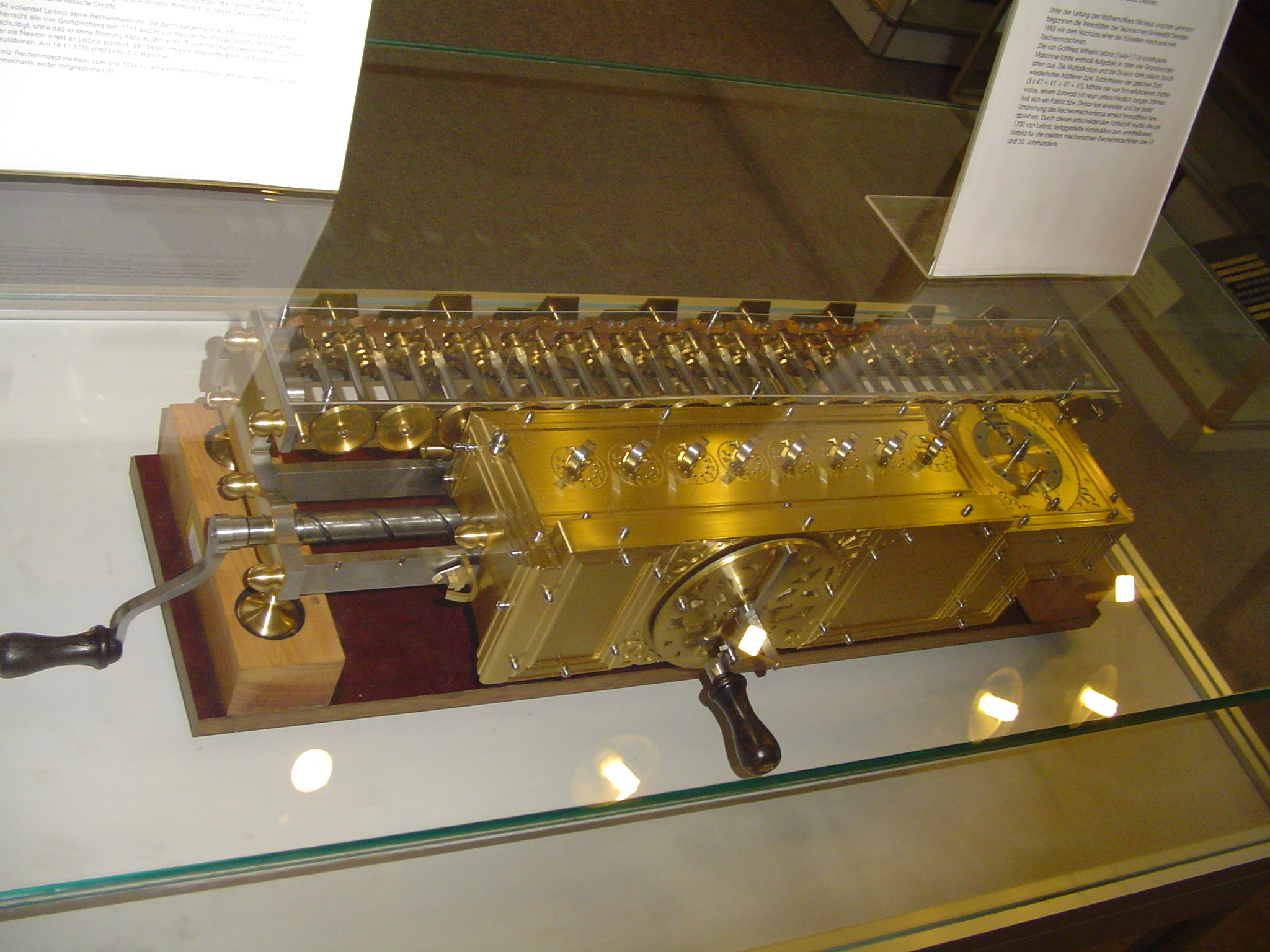
Копия арифмометра Лейбница в Немецком музее

Арифмометр Лейбница — арифмометр, изобретённый немецким математиком Готфридом Вильгельмом Лейбницем.

## История создания

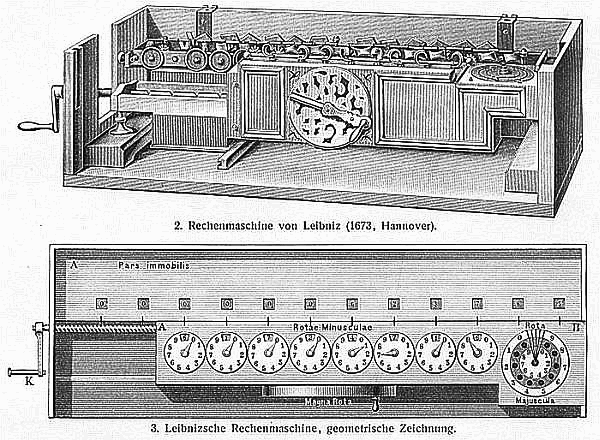
Рисунок арифмометра Лейбница из Энциклопедического словаря Мейера 1897 г., показывающий 12-значную версию

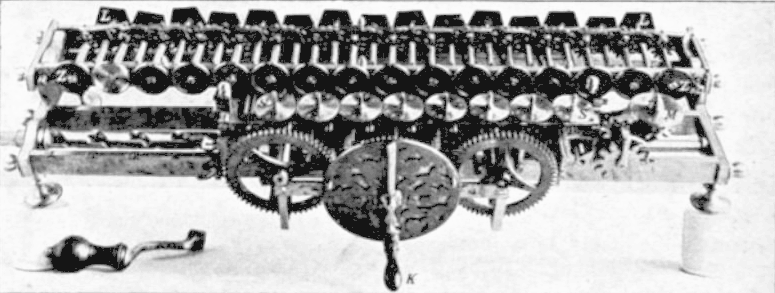
Механизм арифмометра Лейбница со снятым корпусом

Идея создания машины, выполняющей вычисления, появилась у выдающегося немецкого математика и философа Готфрида Вильгельма Лейбница после его знакомства с голландским математиком и астрономом Христианом Гюйгенсом. Огромное количество вычислений, которое приходилось делать астроному, навело Лейбница на мысль о создании механического устройства, которое могло бы облегчить такие расчёты («Поскольку это недостойно таких замечательных людей, подобно рабам, терять время на вычислительную работу, которую можно было бы доверить кому угодно при использовании машины»).
Арифмометр был создан Лейбницем в 1673 году. Сложение чисел выполнялось в десятичной системе счисления при помощи связанных друг с другом колёс, так же как на вычислительной машине другого выдающегося учёного-изобретателя Блеза Паскаля — «Паскалине». Добавленная в конструкцию движущаяся часть и специальная рукоятка, позволявшая крутить ступенчатое колесо Лейбница (в последующих вариантах машины — цилиндры), позволяли ускорить повторяющиеся операции сложения, при помощи которых выполнялось деление и перемножение чисел. Необходимое число повторных сложений выполнялось автоматически.
Машина была продемонстрирована Лейбницем во Французской академии наук и Лондонском королевском обществе. Один экземпляр арифмометра попал к Петру Первому.
Были построены два прототипа, до сегодняшнего дня только один сохранился в Национальной библиотеке Нижней Саксонии (нем. Niedersächsische Landesbibliothek) в Ганновере, Германия. Несколько поздних копий находятся в музеях Германии, например, один в Немецком музее в Мюнхене.

## Описание
Машина Лейбница уже умела проводить операции умножения, деления, сложения и вычитания в десятичной системе счисления.

## Наследие
Несмотря на недостатки арифмометра Лейбница, он дал изобретателям арифмометров новые возможности. Привод, изобретённый Лейбницем — шагающий цилиндр или колесо Лейбница — использовался во многих вычислительных машинах на протяжении 300 лет, до 1970-х годов.